# Cape Lancaster
Cape Lancaster är en udde i Antarktis. Den ligger i Västantarktis. Argentina, Chile och Storbritannien gör anspråk på området. Forskningsstationen Palmer Station ligger 18 kilometer nordväst om Lancaster. 